# Chồn hôi sọc mũi lợn
Chồn hôi sọc mũi lợn (Conepatus semistriatus) là một loài động vật có vú trong họ Chồn hôi, bộ Ăn thịt. Loài này được Boddaert mô tả năm 1785. Loài này phân bố từ Trung và Nam Mỹ (từ phía nam México tới miền bắc Peru, và trong cùng phía đông của Brazil). Chúng sinh sống trong một loạt các môi trường sống bao gồm cây bụi rừng khô và đôi khi, trong khu rừng nhiệt đới. Chúng sinh sống chủ yếu dưới chân núi và có một phần cây gỗ hoặc cây bụi trong phạm vi chung của chúng. Chúng thường tránh những khu vực sa mạc nóng và và có nhiều cây gỗ. Các quần thể lớn nhất hiện diện trong các khu vực đá, khu vực cây gỗ thưa thớt. Chúng là một loài động vật ăn đêm cô độc, ăn chủ yếu là động vật không xương sống, động vật có xương nhỏ và trái cây.

## Hình ảnh

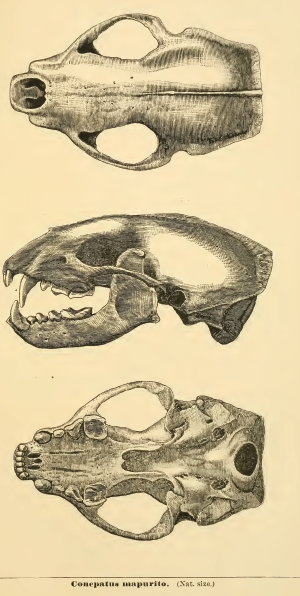
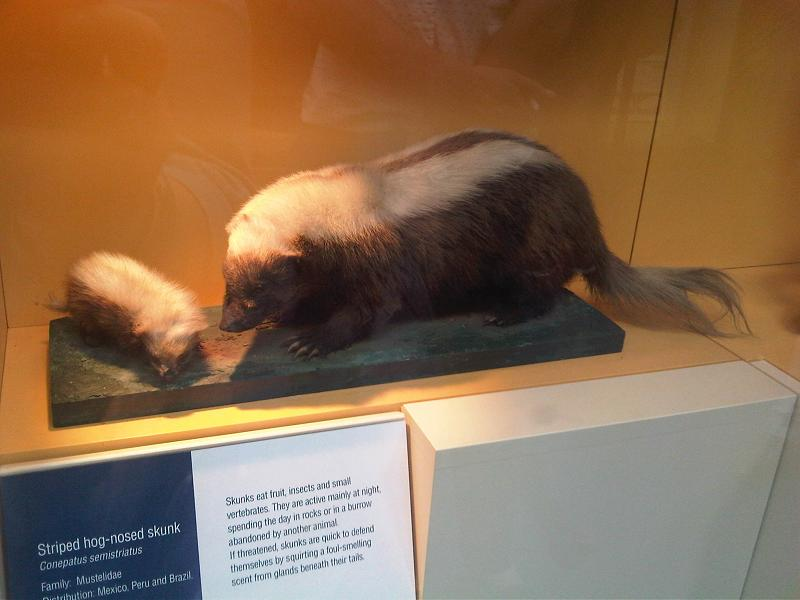
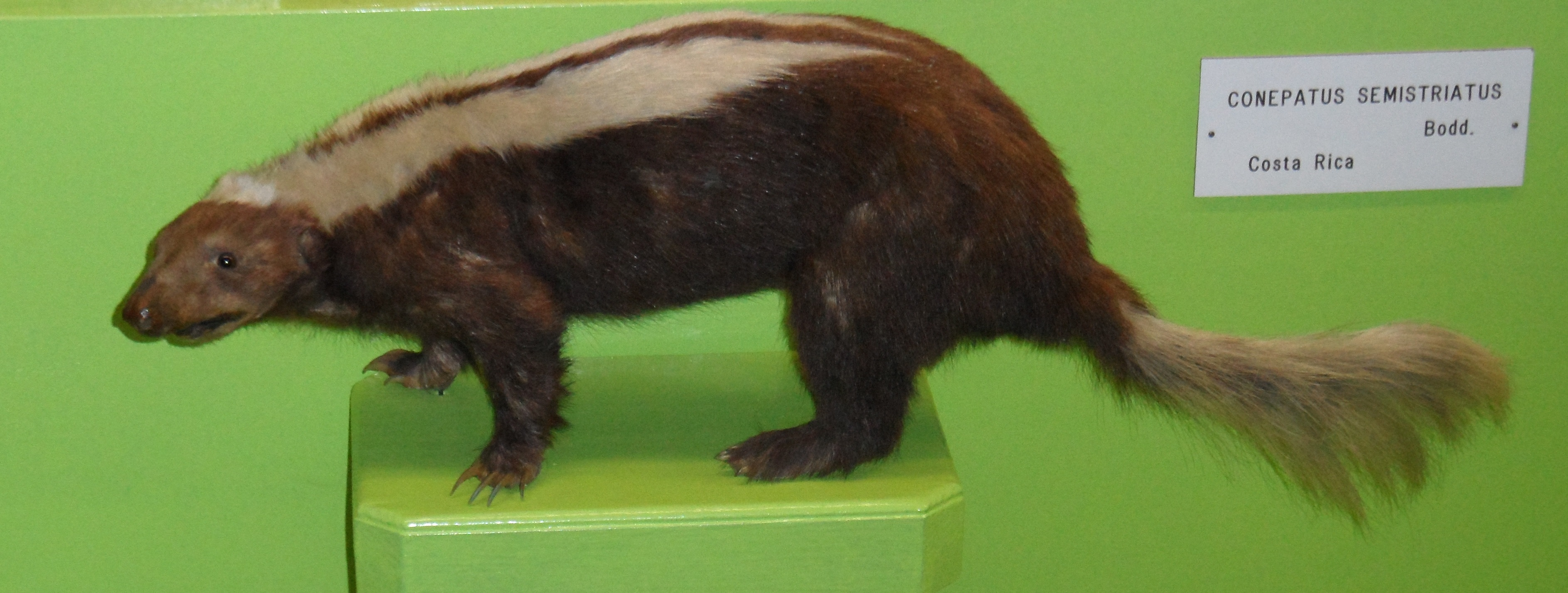
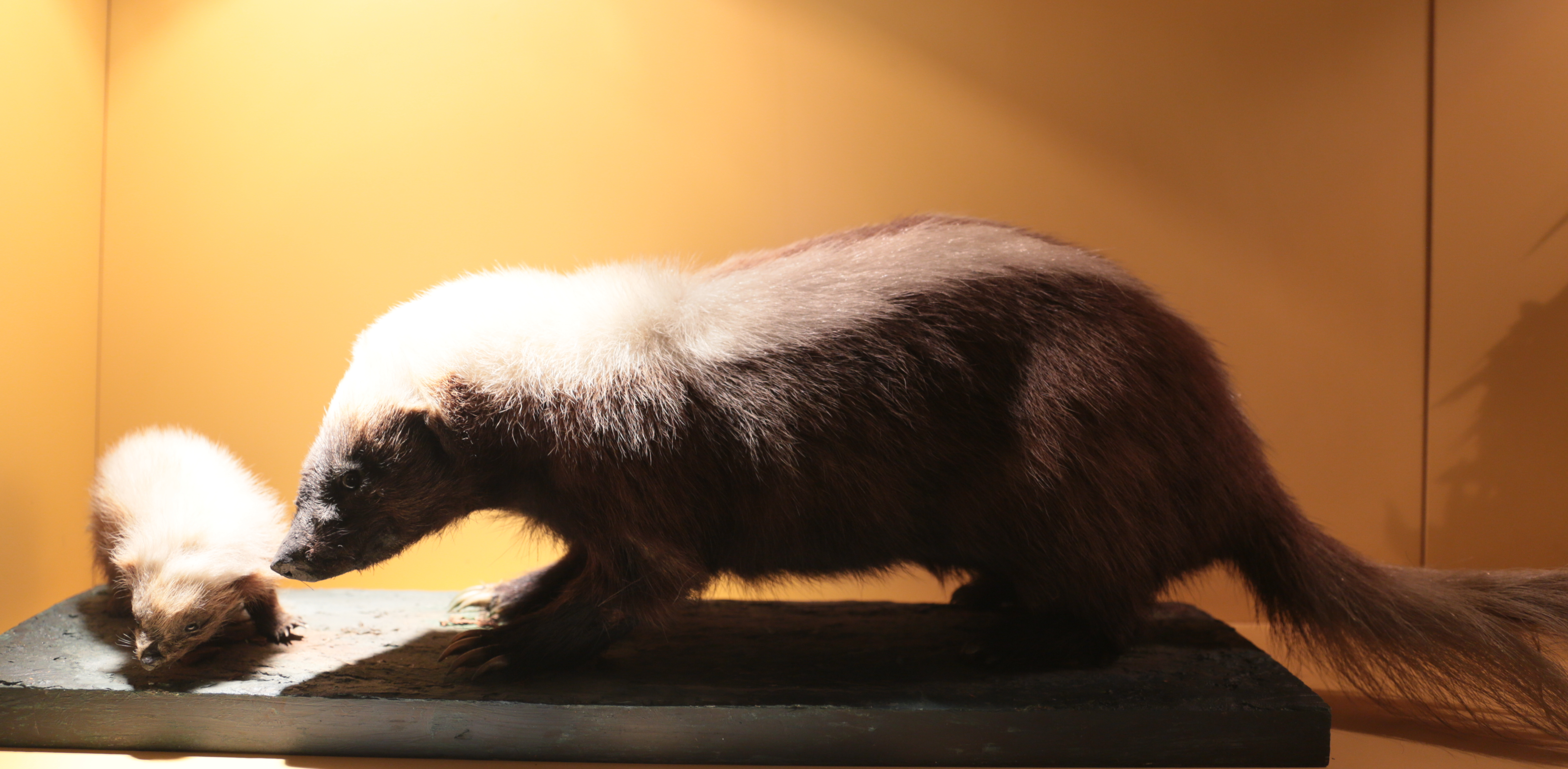